# 黎明詩
黎明詩（英語：Stephanie Lai Ming Sze，1965年6月15日—2024年3月28日），香港女歌手及演員。其父親為香港粵劇演員黎家寶，其中一名胞弟是香港商業電台節目主持人黎榮業。她也是烹飪高手，被喻為「隱世廚神」。

## 生平
黎明詩於香港出生，有二弟一妹，一歲時隨母親到英國生活。至四歲時母親把她和胞妹交予在港生活的父親照顧，此後留在香港成長。她小時候於九龍尖沙咀居住，跟父親學習過粵劇北派的基本功。曾就讀昔日位於九龍塘金巴倫道的聖加大利女書院，在校時是少年警訊成員，讀至中二年級下學期時便前往英國倫敦讀書，再與再婚的母親一同生活。黎明詩在當地的麥當勞任職店員，曾協助培訓新人。1986年暑假期間在香港獲星探相中，拍攝屈臣氏汽水、可樂、巧克力及花王護髮素等廣告，未幾獲邀參演首齣電影《代客泊車》。
當時，黎明詩回到英國和妹妹一同參選第一屆英國華埠小姐，並分別獲得亞軍和季軍（該屆冠軍為李惠欣）。其後舉家回流香港，黎明詩獲朋友介紹到新藝城當製片助理數個月，負責過《長短腳之戀》尋找場景的項目。後來繼續拍攝廣告和由朋友介紹唱和音。1987年，她參加無綫電視新秀歌唱大賽，1988年參加亞洲電視亞洲太平洋歌唱大賽，都沒有獲獎。及後正式加入娛樂圈，參演數部電影，包括《霸王花》及《獄中龍》。及至1990年加入百代唱片，簽約6年。1991年推出首張個人專輯《Besame》，獲金唱片的成績。同年獲得十大中文金曲最有前途新人獎銅獎、叱咤樂壇生力軍女歌手金獎及十大勁歌金曲最受歡迎新人獎銅獎。
1990年，黎明詩負責演唱張立基歌曲《異性相吸》中說唱部分，歌詞「真係嘥心機，日日送花嚟，點樣先心死？快啲返屋企，本小姐冇你咁冤氣，唔該你啦張立基！」成為當時街頭流行的口頭禪。此外她也是此曲音樂錄像的女主角。在1990年代初，她除了到外地登台之外，還會演出香港電台、由劉家傑主持的教育節目《英語遊蹤》，亦亮相無綫電視的旅遊節目。1993年至1994年於海外舉行了數場演唱會。直至1994推出最後一張個人大碟《真的掛念您》後，淡出娛樂圈。其較為人所熟悉的歌曲有《停不了的愛》、《敢恨敢愛》、《無條件的愛》以及《Goodbye My Love》。她不再於歌壇發展的原因出於公司的氛圍改變，加上工作量少，因此不再續約唱片公司。
而退出演藝圈後，她主力照顧家庭，定居愉景灣。同期獲朋友推薦當過2年保險經紀。由於自覺性格不太主動，最後沒有在該業界發展。此後曾由杜晶晶介紹參予香港藝人哥爾夫協會活動。2017年，她公開自己是同性戀者及有女友，並已與丈夫分居，並表示有興趣復出。同年10月，隨著1990年代歌手復出熱潮，獲邀亮相歌唱節目《流行經典50年》，相隔23年再次於香港主流觀眾前獻唱《敢恨敢愛》。2020年，參與【黃翊 x 文佩玲 x 黎明詩 x《東周網》唱好音樂！】網上音樂會。
2023年7月，黎明詩確診食道癌。經積極抗癌大半年，至2024年3月28日早上，黎明詩於睡夢中病逝，終年58歲。

## 音樂作品

### 個人專輯
| 專輯 # | 專輯名稱          | 專輯類型    | 發行公司        | 發行日期      | 曲目 |
| 1st    | Besame            | 大碟        | 百代唱片 (香港) | 1991年4月12日 | 曲目 CD 1. Fallen Angel 2. 停不了的愛 3. Tell Me Tell Me 4. 願意給我這一夜嗎 5. 其實你只愛自己 6. 最後一次 7. 夢魂深處 8. Besame 9. 烈火青春 10. 恨愛邊緣 11. 痛快熱吻（與袁志偉合唱）                                                           |
| 2nd    | Back To Innocence | 大碟        | 百代唱片 (香港) | 1991年11月1日 | 曲目 CD 1. Waiting For Your Love 2. 無條件的愛 3. Goodbye My Love 4. Miss Candy 5. 科學小豆芽 6. 心意 7. Missing You 8. 流離的愛 9. 用愛反擊吧 10. 極度難忘                                                                                      |
| 3rd    | Besamix           | 混音專輯    | 百代唱片 (香港) | 1992年1月31日 | 曲目 CD 1. 停不了的愛（Ampin Mix） 2. 其實你只愛自己（Hip Hop Mix） 3. 最後一次（Final Mix） 4. 心意（Acoustic Mix） 5. 流離的愛（Dance Mix） 6. 心意（Remix） 7. U'll Never Stop Me Loving You                                                  |
| 4th    | 全心愛我          | 大碟        | 百代唱片 (香港) | 1992年11月    | 曲目 CD 1. 將今天送上 2. 愛上不愛我的人 3. 全心愛我 4. I Love You 5. Love Me Again 6. 也許孽緣 7. 誰來真的了解我 8. 一生償還 9. 煙花 10. 不想相信                                                                                                |
| 5th    | Remember 無盡至愛 | 大碟        | 百代唱片 (香港) | 1993年6月     | 曲目 CD 1. 日夕想你 2. Remember 無盡至愛 3. 敢恨敢愛 4. 風越急時愛越見 5. 我真是太傻 6. 真不該！為你心痴 7. 跟我渡過漫長夜 8. 真愛 9. 莫為愛傷悲 10. 當天初相見 11. 真不該！為你心痴（Remix）                                                    |
| 6th    | 真的掛念您        | 新曲 + 精選 | 百代唱片 (香港) | 1994年4月5日  | 曲目 CD 1. 但願愛一個人 2. 打開心窗 3. 我是真的掛念你 4. 流逝 5. 日夕想你 6. 敢恨敢愛 7. Goodbye My Love 8. 無條件的愛 9. Waiting For Your Love 10. 流離的愛（Dance Mix） 11. 停不了的愛 12. Remember 無盡至愛 13. 愛上不愛我的人 14. 將今天送上 |

### 合輯
| 專輯 # | 專輯名稱                    | 專輯類型    | 發行公司        | 發行日期   | 曲目 |
| 1st    | 細水長流浪漫篇              | 新曲 + 精選 | 百代唱片 (香港) | 1991年12月 | 曲目 CD 1. 別假裝捨不得（鄺美雲） 2. 無條件的愛（黎明詩） 3. 我在窗前等你（袁志偉） 4. 等一分鐘（何嘉麗） 5. 愛誰（常寬） 6. Keep Christmas with You（鄺美雲、吳國敬、盧冠廷、張立基、黎明詩、何嘉麗、袁志偉、蔡齡齡） 7. 盼你此刻奔向我（張立基） 8. 細水長流（蔡齡齡） 9. 共渡一生（吳國敬） 10. 偏偏是你（李美鳳） 11. 長伴千世紀（盧冠廷） 12. 回到你身邊（劉德華）                                                                       |
| 2nd    | 流行至尊                    | 精選        | 百代唱片 (香港) | 1992年6月  | 曲目 CD 1. 我說過要你快樂（吳國敬） 2. 妳走了（張立基） 3. 仍會是你（李美鳳、夏韶聲） 4. Goodbye My Love（黎明詩） 5. 三人世界（彭羚） 6. 思想撲火（鄺美雲） 7. 但願人長久（盧冠廷） 8. 停不了的愛（黎明詩） 9. 震撼（張立基） 10. 紅天灰雨（劉文娟） 11. 細水長流（蔡齡齡） 12. Nancy（吳國敬） |
| 3rd    | IFPI唱片銷量榜 成立紀念特輯 | 精選        | 國際唱片業協會  | 1992年10月 | 曲目 CD 1. 動地驚天愛戀過（鄭伊健） 2. 娃娃看天下（鄭秀文） 3. 最愛的你（黃翊） 4. My Baby（張立基） 5. 忘我精神（Remix）（劉德華） 6. 一顆不變心（張學友） 7. 紅天灰雨（劉文娟） 8. 各自…各精彩（劉美君） 9. 春風秋雨（葉蒨文） 10. 夏季不不不（梁漢文） 11. Goodbye My Love（黎明詩） 12. 准我離開吧！（Remix）（吳婉芳） 13. 愛恨纏綿（關淑怡） 14. 冬日情濃（彭羚） 15. 現代愛情啟示錄（蔡興麟、彭家麗） 16. Because I Love You（杜德偉） |
| 4th    | 流行至尊II                  | 精選        | 百代唱片 (香港) | 1993年4月  | 曲目 CD 1. 晚安憂鬱（蔡齡齡） 2. 情感的禁區（劉德華） 3. 幾段情歌（林子祥） 4. 你好嗎？（Unplugged Version）（張立基） 5. 愛上不愛我的人（Remix）（黎明詩） 6. 人生嘉年華（蔡齡齡） 7. 情是永遠著迷（蔡齡齡、陳永業） 8. 最愛是誰（盧冠廷） 9. 美麗的小姑娘（林子祥） 10. 每次愛過後（李美鳳） 11. 再合唱這首愛歌（阮兆祥、梁詠琳） 12. 錯失在雨天（袁志偉）                                                                                  |
| 5th    | No. 1精選                   | 精選        | 百代唱片 (香港) | 1995年     | 曲目 CD 1. 完全因你（彭羚） 2. 心酸的情歌（巫啟賢） 3. 但願你明白（楊采妮） 4. 我和春天有個約會（劉雅麗） 5. 讓我跟你走（彭羚） 6. 愛情來的時候（楊采妮、巫啟賢） 7. 燃燒我的夢（張立基） 8. 太傻（巫啟賢） 9. 未完的小說（彭羚） 10. 初戀（楊采妮） 11. 你你你為了愛情（劉雅麗） 12. 紅塵來去一場夢（巫啟賢） 13. 其實我愛你嗎？（鄺美雲） 14. 但願愛一個人（黎明詩） 15. 感謝你用心愛我（彭羚）                                             |

### 派台歌曲成績
| 派台歌曲四台上榜最高位置 | 派台歌曲四台上榜最高位置 | 派台歌曲四台上榜最高位置 | 派台歌曲四台上榜最高位置 | 派台歌曲四台上榜最高位置 | 派台歌曲四台上榜最高位置 | 派台歌曲四台上榜最高位置                                                                                    |
| ------------------------ | ------------------------ | ------------------------ | ------------------------ | ------------------------ | ------------------------ | --- |
| 唱片                     | 歌曲                     | 903                      | RTHK                     | 997                      | TVB                      | 備註 |
| 1991年                   |                          |                          |                          |                          |                          | |
| Besame                   | Fallen Angel             | 20                       | -                        |                          | /                        | |
| Besame                   | 停不了的愛               | 10                       | /                        |                          | /                        | OT：Sonia ~ You'll Never Stop Me Loving You                                                                 |
| Besame                   | 最後一次                 | 16                       | -                        |                          | /                        | OT：Beats International ~ Dub Be Good to Me                                                                 |
| Besame                   | 其實你只愛自己           | 30                       | -                        |                          | /                        | OT：紀宏仁 ~ 瞬間畫面                                                                                       |
| Back To Innocence        | 無條件的愛               | 14                       | /                        |                          | /                        | OT：Cyndi Lauper ~ Unconditional Love                                                                       |
| Back To Innocence        | Goodbye My Love          | 7                        | 5                        |                          | /                        | OT：Ann Lewis ~ グツドバイ‧マイ‧ラブ 國語版：鄧麗君 ~ 再見我的愛人                                          |
| Back To Innocence        | 心意                     | 16                       | 13                       |                          | /                        | |
| 1992年                   |                          |                          |                          |                          |                          | |
| Back To Innocence        | 流離的愛                 | 23                       | -                        |                          | /                        | OT：Cathy Dennis ~ Too Many Walls                                                                           |
| 全心愛我                 | 全心愛我                 | 9                        | 10                       |                          | /                        | OT：The Ray Charles Singers ~ Love Me with All Your Heart                                                   |
| 全心愛我                 | 愛上不愛我的人           | 19                       | 18                       |                          | /                        | |
| 1993年                   |                          |                          |                          |                          |                          | |
| Remember 無盡至愛        | 敢恨敢愛                 | 17                       | 13                       |                          | /                        | OT：中山美穗 & WANDS ~ 比世界上任何人 同曲曲目：許志安 ~ 唯獨是你不可取替 / 鄭秀文 ~ 衝動點唱 另派Remix版本 |
| 1994年                   |                          |                          |                          |                          |                          | |
| 真的掛念您               | 打開心窗                 | -                        | -                        | /                        | /                        | OT：陳潔儀 ~ 走出黑暗的世界吧！朋友                                                                         |

## 演出作品

### 電視節目
- 1991年︰翡翠歌星賀台慶（翻唱歌曲︰《似水流年》梅艷芳）
- 1992年︰翡翠歌星賀台慶（翻唱歌曲︰《IQ博士》梅艷芳）
- 1993年：翡翠歌星賀台慶（翻唱歌曲︰《每天愛你多一些》張學友）
- 1994年：翡翠歌星賀台慶（翻唱歌曲︰《相思河畔》陳百強）
- 2017年：流行經典50年（《敢恨敢愛》、《愛上不愛我的人》、《異性相吸》張立基合唱）
- 2018年：流行經典50年（翻唱歌曲︰《甚麼是緣份》林志美、《偶遇》林志美、譚嘉儀合唱）
- 2019年：流行經典50年（翻唱歌曲︰《飛躍舞台》、《再共舞》梅艷芳）
- 2020年：流行經典50年（翻唱歌曲︰《難得有情人》關淑怡）

### 電視劇
- 1990年：奇幻人間世 飾 姐姐（無綫電視 第一集）
- 1992年：歲月流情‧月明時候 飾 Alice（香港電台）
- 1993年：人間有情‧希望 飾 電台節目主持人Paula（香港電台）

### 電影
- 1986年：代客泊車
- 1988年：霸王花  、人海孤鴻
- 1989年：偷情先生、神勇飛虎霸王花
- 1990年：獄中龍
- 1991年：四大家族之龙虎兄弟
- 1994年：正乞兒

## 外部連結
- 黎明詩的Facebook專頁